# Wiaczesław Jelutin
Wiaczesław Pietrowicz Jelutin (ros. Вячеслав Петрович Елютин, ur. 26 lutego?/11 marca 1907 w Saratowie, zm. 5 lutego 1993 w Moskwie) – radziecki metalurg i polityk, minister szkolnictwa wyższego ZSRR (1954–1959).
Od 1929 członek WKP(b). W 1930 ukończył Moskiewski Instytut Stali, doktor nauk technicznych, od 1933 docent tego instytutu. Od 1935 dziekan, od 1937 zastępca dyrektora Wszechzwiązkowej Akademii Przemysłowej ds. pracy naukowej i nauczycielskiej, od 1947 profesor. Od lipca do grudnia 1941 kursant Leningradzkiej Szkoły Artyleryjsko-Technicznej, w latach 1941–1943 technik artyleryjski, pomocnik wojskowego przedstawiciela Zarządu Armii Czerwonej ds. wojskowego przyjmowania, 1943–1945 ponownie docent, a 1945–1951 dyrektor Moskiewskiego Instytutu Stali. W latach 1951–1954 I zastępca ministra, a od 9 marca 1954 do 22 czerwca 1959 minister szkolnictwa wyższego ZSRR. Od 22 czerwca 1959 do 16 lipca 1985 minister wyższego i średniego specjalnego szkolnictwa ZSRR, następnie na emeryturze. W latach 1956–1961 zastępca członka, a 1961–1986 członek KC KPZR. Deputowany do Rady Narodowości Rady Najwyższej ZSRR od 6 do 11 kadencji z Tatarskiej ASRR. Pochowany na cmentarzu Dońskim.

## Odznaczenia i nagrody
- Order Lenina (czterokrotnie)
- Order Rewolucji Październikowej
- Order Czerwonego Sztandaru Pracy
- Order „Znak Honoru” (dwukrotnie)
- Nagroda Stalinowska (1952)